# Victor Fleming

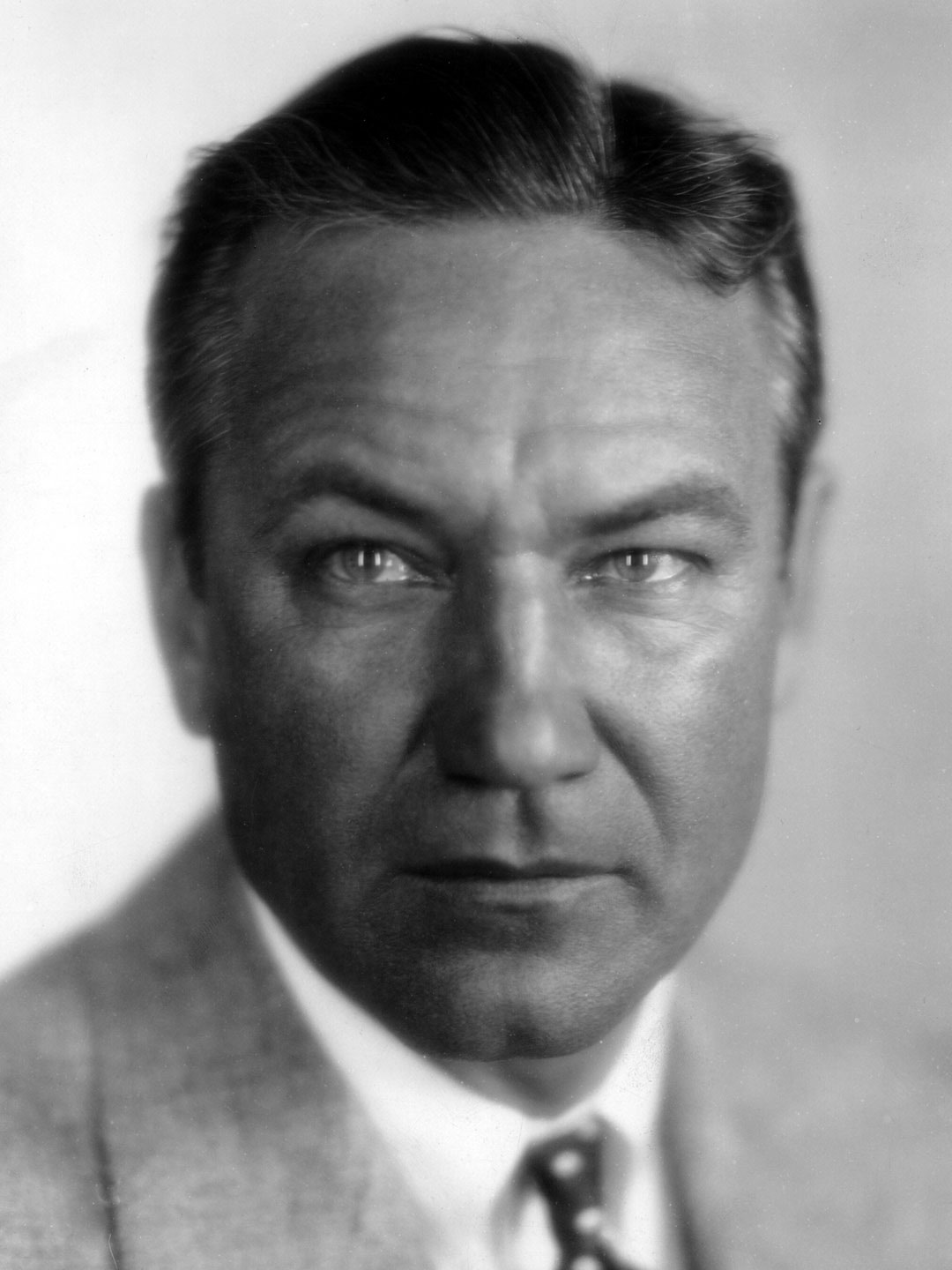
Victor Fleming

Victor Fleming (Pasadena, 23 de fevereiro de 1889 — Cottonwood, 6 de janeiro de 1949) foi um cineasta norte-americano.
Foi sepultado no Hollywood Forever Cemetery, Hollywood, Los Angeles, nos Estados Unidos.

## Filmografia
- 1919  – When the clouds roll by
- 1920  – The Mollycoddle
- 1921  – Mama's affair
- 1921  – Woman's place
- 1922  – Anna ascends
- 1922  – Red hot romance
- 1922  – The Lane that had no turning
- 1923  – Call of the canyon
- 1923  – Dark secrets
- 1923  – Law of the lawless
- 1923  – To the last man
- 1924  – Code of the idea
- 1924  – Empty hands
- 1925  – A son of his father
- 1925  – Adventure
- 1925  – Lord Jim
- 1925  – The Devil's cargo
- 1926  – The Blind goddess
- 1926  – Provação de amor (Mantrap)
- 1927  – Hula
- 1927  – The Rough riders
- 1927  – Tentação da carne (The Way of all flesh)
- 1928  – Abie's irish rose
- 1928  – The Awakening
- 1929  – The Wolf song
- 1929  – The Virginian
- 1930  – Argila humana (Common Clay)
- 1930  – Renegades (1930)
- 1931  – Around the world in 80 days com Douglas Fairbanks
- 1932  – E o mundo marcha (The Wet parade)
- 1932  – Terra de paixões (Red dust)
- 1933  – A irmã branca (The White sister)
- 1933  – Mademoiselle Dinamite (Bombshell)
- 1934  – A ilha do tesouro (Treasure island)
- 1935  – Amor singelo (The Farmer Takes a Wife)
- 1935  – Tentação dos outros (Reckless)
- 1937  – Marujo intrépido (Captains Courageous)
- 1938  – Piloto de provas (Test Pilot)
- 1939  – …E o vento levou (Gone with the Wind)
- 1939  – O mágico de Oz (The Wizard of Oz)
- 1941  – O médico e o monstro (Dr. Jekyll and Mr. Hyde)
- 1942  – Boêmios errantes (Tortilla Flat)
- 1943  – Dois no céu (A Guy Named Joe)
- 1945  – Aventura (Adventure)
- 1948  – Joana D'Arc (Joan of Arc)

## Prêmios
- Oscar de melhor diretor de 1940 – Gone with the Wind "(…E o vento levou)"
- Seu nome está na Calçada da Fama desde 1959.